# Alter Schwede (Kroge)

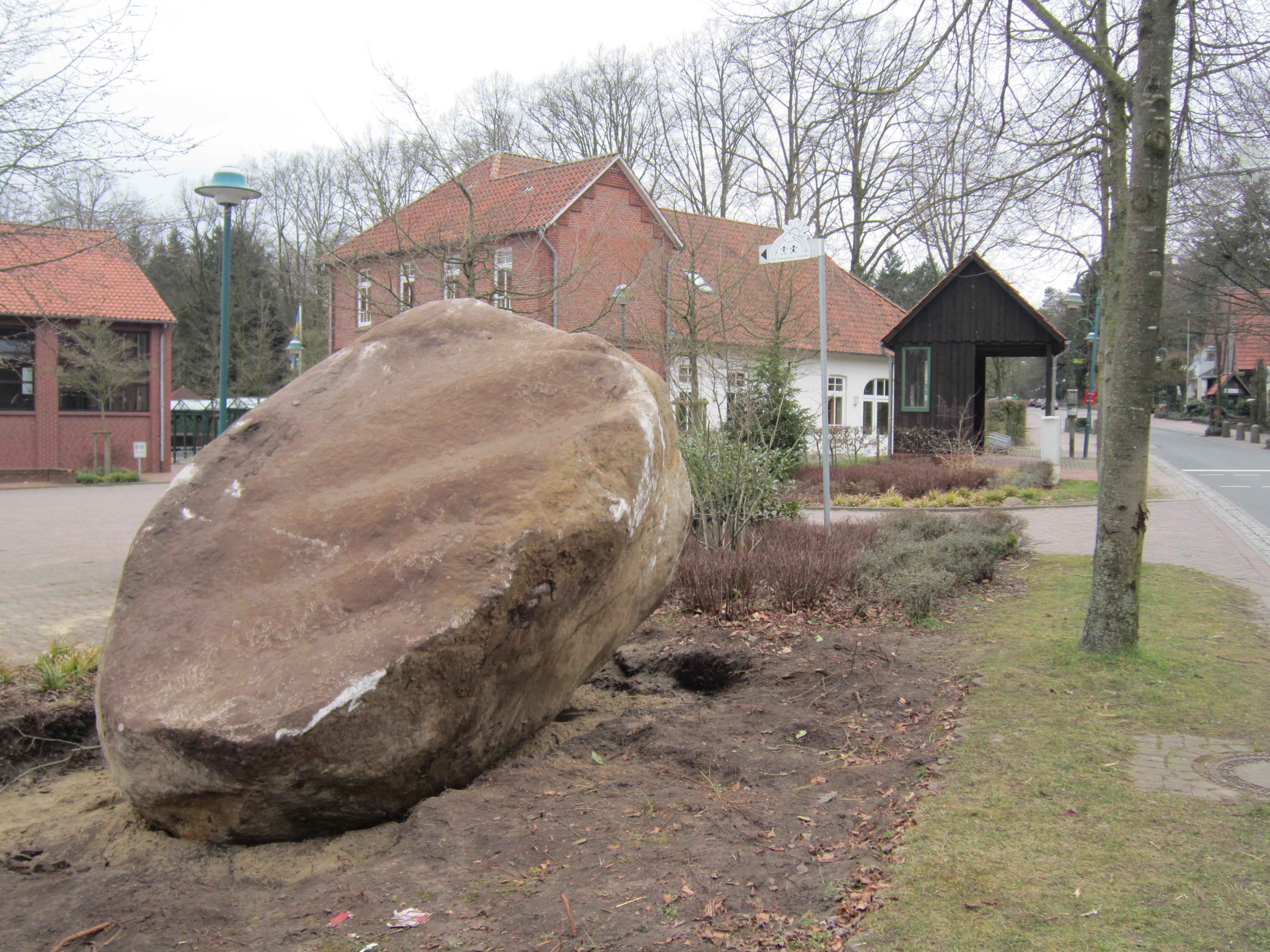
Der „Alte Schwede“ in Kroge

Alter Schwede ist der Name eines Findlings in der zur niedersächsischen Stadt Lohne (Oldenburg) gehörenden Bauerschaft Kroge-Ehrendorf.
Der 2,50 Meter breite und hohe, 3,60 Meter lange und 30 Tonnen schwere Granitgneis-Findling wurde im März 2016 aus einem Acker in der Nähe der Bundesstraße 214 geborgen (52° 36′ 10″ N, 8° 16′ 34″ O). Der Stein gehört zu den größten Findlingen im nordwestlichen Niedersachsen und wird deshalb vom Niedersächsischen Landesamt für Bergbau, Energie und Geologie (LBEG) als schutzwürdiges Naturdenkmal eingestuft. Er könnte vor rund 150.000 bis 200.000 Jahren durch die Eiszeit aus Skandinavien in den Landkreis Vechta gelangt sein.
Der Findling wurde vor der Grundschule in Kroge (52° 36′ 55″ N, 8° 16′ 2″ O) aufgestellt. Den offiziellen Namen Alter Schwede erhielt der Stein in einer am 30. Mai 2016 begangenen Feierstunde.